# Campeonato Europeo de Hockey sobre Hierba Masculino de 2021
El XVIII Campeonato Europeo de Hockey sobre Hierba Masculino se celebró en Amstelveen (Países Bajos) entre el 4 y el 12 de junio de 2021 bajo la denominación EuroHockey Masculino 2021. El evento fue organizado por la Federación Europea de Hockey sobre Hierba (EHF) y la Federación Neerlandesa de Hockey sobre Hierba. Paralelamente se celebra el XV Campeonato Europeo de Hockey sobre Hierba Femenino. Los partidos se realizaron en el Estadio Wagener de la ciudad neerlandesa.
Un total de ocho selecciones nacionales afiliadas a la EHF compitieron por el título de campeón europeo, cuyo anterior portador era el equipo de Bélgica, vencedor del EuroHockey 2019. 
La selección de los Países Bajos ganó su sexto título al derrotar en la final al equipo de Alemania con un marcador de 2-2 (1-4 en los penalties o shootouts). En el partido por el tercer puesto el conjunto de Bélgica venció al de Inglaterra.

## Grupos
| Grupo A    | Grupo B      |
| ---------- | ------------ |
| Bélgica    | Francia      |
| Inglaterra | Alemania     |
| Rusia      | Países Bajos |
| España     | Gales        |

## Fase preliminar
- Todos los partidos en la hora local de los Países Bajos (UTC+2).

### Grupo A
| Equipo     | J | G | E | P | GF | GC | DG  | PTS |
| ---------- | - | - | - | - | -- | -- | --- | --- |
| Inglaterra | 3 | 3 | 0 | 0 | 10 | 3  | +7  | 9   |
| Bélgica    | 3 | 2 | 0 | 1 | 14 | 6  | +8  | 6   |
| España     | 3 | 1 | 0 | 2 | 9  | 8  | +1  | 3   |
| Rusia      | 3 | 0 | 0 | 3 | 3  | 19 | -16 | 0   |

- Resultados

| Fecha | Hora  | Partido    | Partido | Partido    | Resultado |
| ----- | ----- | ---------- | ------- | ---------- | --------- |
| 05.06 | 11:00 | Inglaterra | -       | Rusia      | 5-0       |
| 05.06 | 13:15 | Bélgica    | -       | España     | 4-2       |
| 06.06 | 17:30 | España     | -       | Rusia      | 5-1       |
| 06.06 | 19:45 | Inglaterra | -       | Bélgica    | 2-1       |
| 08.06 | 12:30 | Bélgica    | -       | Rusia      | 9-2       |
| 08.06 | 17:00 | España     | -       | Inglaterra | 2-3       |

### Grupo B
| Equipo       | J | G | E | P | GF | GC | DG  | PTS |
| ------------ | - | - | - | - | -- | -- | --- | --- |
| Países Bajos | 3 | 2 | 1 | 0 | 11 | 2  | +9  | 7   |
| Alemania     | 3 | 2 | 1 | 0 | 16 | 8  | +8  | 7   |
| Gales        | 3 | 1 | 0 | 2 | 4  | 16 | -12 | 3   |
| Francia      | 3 | 0 | 0 | 3 | 7  | 12 | -5  | 0   |

- Resultados

| Fecha | Hora  | Partido      | Partido | Partido      | Resultado |
| ----- | ----- | ------------ | ------- | ------------ | --------- |
| 04.06 | 17:00 | Alemania     | -       | Gales        | 8-1       |
| 04.06 | 20:00 | Países Bajos | -       | Francia      | 3-0       |
| 05.06 | 20:15 | Francia      | -       | Gales        | 2-3       |
| 06.06 | 15:00 | Alemania     | -       | Países Bajos | 2-2       |
| 08.06 | 14:45 | Francia      | -       | Alemania     | 5-6       |
| 08.06 | 20:00 | Países Bajos | -       | Gales        | 6-0       |

## Fase final
- Todos los partidos en la hora local de los Países Bajos (UTC+2).

|  | Semifinales     | Semifinales     |   |            | Final        | Final       |  |
|  | 10 de junio     | 10 de junio     |   |            | 12 de junio  | 12 de junio |  |
|  |                 |                 |   |            |              |             |  |
|  |                 |                 |   |            |              |             |  |
|  | Inglaterra      | 2               |   |            |              |             |  |
|  | Alemania        | 3               |   |            |              |             |  |
|  |                 |                 |   |            |              |             |  |
|  |                 |                 |   |            |              |             |  |
|  |                 |                 |   |            | Alemania     | 2           |  |
|  |                 | Países Bajos TP | 3 |            |              |             |  |
|  |                 |                 |   |            |              |             |  |
|  |                 |                 |   |            |              |             |  |
|  |                 |                 |   |            | Tercer lugar |             |  |
|  |                 |                 |   |            |              |             |  |
|  | Países Bajos TP | 3               |   | Inglaterra | 2            |             |  |
|  | Bélgica         | 2               |   |            | Bélgica      | 3           |  |

### Semifinales
| Fecha | Hora  | Partido      | Partido | Partido  | Resultado    |
| ----- | ----- | ------------ | ------- | -------- | ------------ |
| 10.06 | 17:00 | Inglaterra   | -       | Alemania | 2-3          |
| 10.06 | 20:00 | Países Bajos | -       | Bélgica  | 2-2 TP (3-1) |

### Tercer lugar
| Fecha | Hora  | Partido    | Partido | Partido | Resultado |
| ----- | ----- | ---------- | ------- | ------- | --------- |
| 12.06 | 10:00 | Inglaterra | -       | Bélgica | 2-3       |

### Final
| Fecha | Hora  | Partido  | Partido | Partido      | Resultado    |
| ----- | ----- | -------- | ------- | ------------ | ------------ |
| 12.06 | 12:30 | Alemania | -       | Países Bajos | 2-2 TP (1-4) |

### Grupo C – clasificación del 5.º al 8.º lugar
| Equipo  | J | G | E | P | GF | GC | DG | PTS |
| ------- | - | - | - | - | -- | -- | -- | --- |
| España  | 3 | 2 | 0 | 1 | 13 | 5  | +8 | 6   |
| Francia | 3 | 2 | 0 | 1 | 11 | 10 | +1 | 6   |
| Gales   | 3 | 1 | 1 | 1 | 7  | 11 | -4 | 4   |
| Rusia   | 3 | 0 | 1 | 2 | 9  | 14 | -5 | 1   |

- Resultados

| Fecha | Hora  | Partido | Partido | Partido | Resultado |
| ----- | ----- | ------- | ------- | ------- | --------- |
| 10.06 | 12:30 | Rusia   | -       | Francia | 5-6       |
| 10.06 | 14:45 | España  | -       | Gales   | 6-1       |
| 11.06 | 13:45 | España  | -       | Francia | 2-3       |
| 11.06 | 21:00 | Gales   | -       | Rusia   | 3-3       |

## Medallero
| Países Bajos | Alemania | Bélgica |
| Seve van Ass Billy Bakker Lars Balk Pirmin Blaak Justen Blok Roel Bovendeert Thierry Brinkman Jorrit Croon Thijs van Dam Jonas de Geus Jeroen Hertzberger Jip Janssen Robbert Kemperman Joep de Mol Mirco Pruijser Glenn Schuurman Maurits Visser Mink van der Weerden Sander de Wijn | Victor Aly Niklas Bosserhoff Florian Fuchs Benedikt Fürk Johannes Große Martin Häner Tobias Hauke Timm Herzbruch Teo Hinrichs Paul-Philipp Kaufmann Marco Miltkau Linus Müller Timur Oruz Christopher Rühr Alexander Stadler Constantin Staib Justus Weigand Niklas Wellen Lukas Windfeder Martin Zwicker | Gauthier Boccard Tom Boon Thomas Briels Cédric Charlier Nicolas De Kerpel Félix Denayer Arthur De Sloover Sébastien Dockier John-John Dohmen Simon Gougnard Alexander Hendrickx Antoine Kina Loïck Luypaert Augustin Meurmans Nicolas Poncelet Vincent Vanasch Florent Van Aubel Arthur Van Doren Loïc Van Doren Victor Wegnez |
| Maximiliano Caldas (seleccionador) | Kais al Saadi (seleccionador) | Shane McLeod (seleccionador) |

## Estadísticas

### Clasificación general
| 1. Países Bajos CM |
| 2. Alemania CM     |
| 3. Bélgica CM      |
| 4. Inglaterra CM   |
| 5. España CM       |
| 6. Francia         |
| 7. Gales           |
| 8. Rusia           |

### Máximos goleadores
| Núm. | Jugador             | País         | Goles |
| ---- | ------------------- | ------------ | ----- |
| 1    | Tom Boon            | Bélgica      | 6     |
| 1    | Samuel Ward         | Inglaterra   | 6     |
| 3    | Alexander Hendrickx | Bélgica      | 5     |
| 3    | Xavi Lleonart       | España       | 5     |
| 3    | Pau Quemada         | España       | 5     |
| 3    | Pieter van Straaten | Francia      | 5     |
| 7    | Martin Häner        | Alemania     | 4     |
| 7    | Niklas Wellen       | Alemania     | 4     |
| 9    | Christopher Rühr    | Alemania     | 3     |
| 9    | Constantin Staib    | Alemania     | 3     |
| 9    | Joseph Naughalty    | Gales        | 3     |
| 9    | Jip Janssen         | Países Bajos | 3     |

Fuente: 

### Equipo más goleador
| Núm. | Equipo       | Goles |
| ---- | ------------ | ----- |
| 1    | Alemania     | 21    |
| 2    | Bélgica      | 19    |
| 3    | España       | 17    |
| 4    | Francia      | 16    |
| 5    | Países Bajos | 15    |

Fuente: 